# Patrick Baudry
Pour les articles homonymes, voir Patrick Baudry (sociologue) et Baudry.

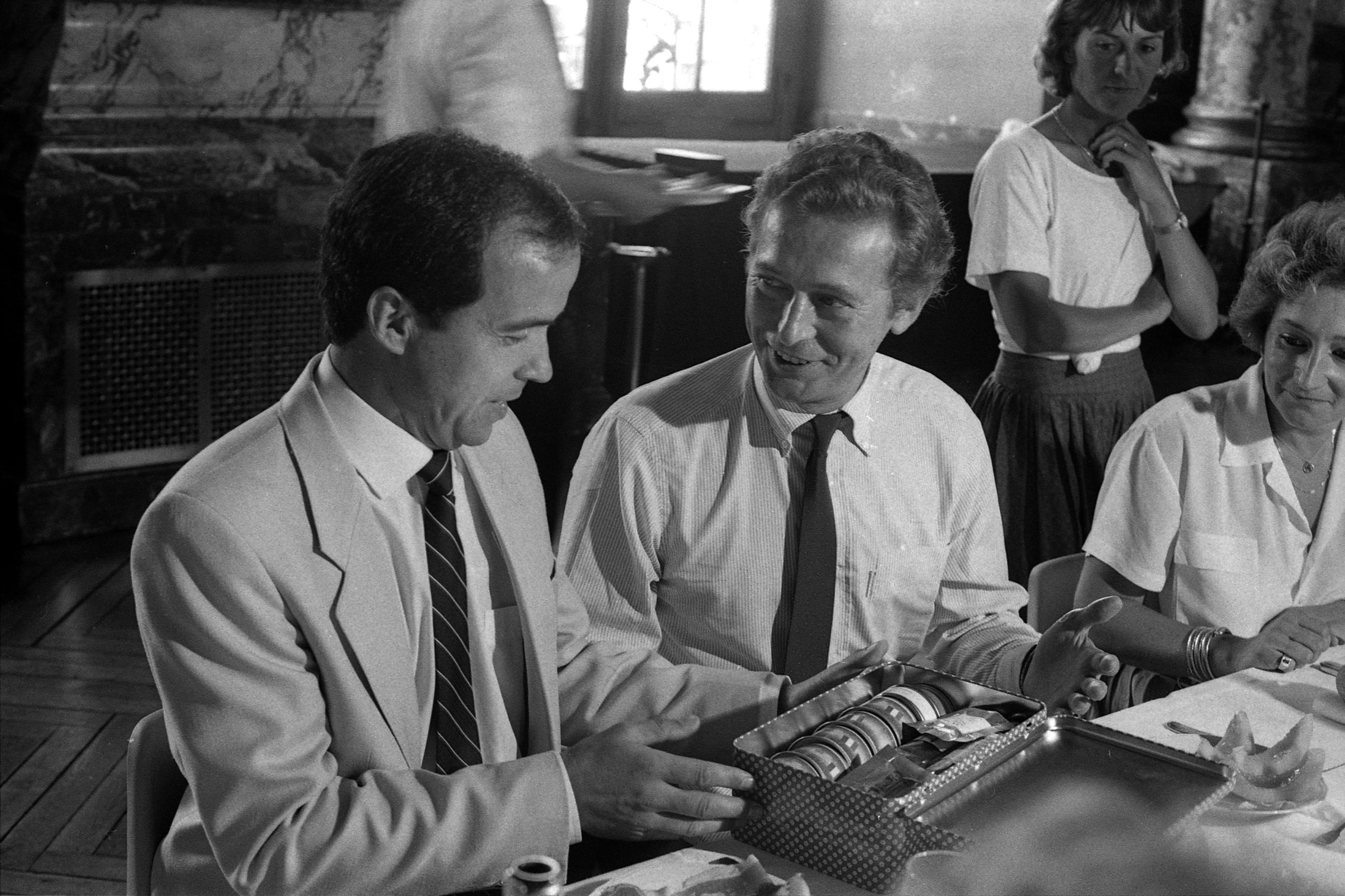
Patrick Baudry et Dominique Baudis, en juillet 1985.

Patrick Baudry, né le 6 mars 1946, à Douala, au Cameroun, est un ancien pilote de chasse de l'Armée de l'air française (grade de colonel), pilote d'essais, pilote de ligne et instructeur pilote de ligne, pilote professionnel d'hélicoptères. 
Il devint le deuxième spationaute français, après Jean-Loup Chrétien.

## Jeunesse et formation
Patrick Pierre Roger Baudry est le fils de Roger Baudry, ingénieur météorologiste qui a travaillé en France et dans divers territoires français. Il a deux sœurs aînées, Liliane et Nicole, une sœur cadette, Chantal, et un frère, Philippe. Élève au collège Sainte-Marie Grand-Lebrun de Bordeaux, il est un excellent élève mais préfère le sport, les virées à moto, et les sorties avec les copains. D’un commun accord avec son père, il suit une filière scientifique dans le lycée militaire d’Autun, puis au Prytanée national militaire de la Flèche, et en Mathématiques spéciales au Lycée Chaptal à Paris. Il intègre l’École de l'air de Salon de Provence, en 1967, et en sort titulaire d’un diplôme d’ingénieur de l’Air et officier de l’Armée de l’air en 1969.
Breveté pilote de chasse en 1970, il est successivement pilote sur F-100 Super Sabre et sur Jaguar, puis commandant d'escadrille. Il effectue de nombreuses missions opérationnelles dans plusieurs pays. Retenu en 1978 pour suivre le cursus de l'École des Pilotes d'essais britannique, l'Empire Test Pilots' School (en) à Boscombe Down (Royaume-Uni), il reçoit le Patuxent River Trophy des mains du Prince Charles. Affecté comme pilote d'essais au Centre d'Essais en Vol de Brétigny-sur-Orge, il effectue des vols d'essais sur tous types d'avions de chasse et de transport.
Sélectionné en 1980 par le Centre National d'Études Spatiales pour former le premier groupe d'astronautes français avec Jean-Loup Chrétien, il va alors suivre l'entraînement des cosmonautes soviétiques à la Cité des étoiles près de Moscou, jusqu'en 1982. Il est qualifié sur les vaisseaux spatiaux russes Soyouz-T et Saliout 7, et devient membre du deuxième équipage pour le premier vol spatial franco-soviétique. Pour ce vol spatial, il a été formé pour effectuer des expériences scientifiques dans des domaines tels que la physiologie, la biologie, l'astronomie, l'astrophysique et l'élaboration de matériaux dans l'espace.

## Activités d'astronaute
Le 23 mars 1984, Patrick Baudry rejoint le corps des astronautes de la NASA, basé à Houston au Texas, afin de préparer le premier vol spatial franco-américain. Au terme d'une année d'entraînement, il est affecté à la mission STS-51-E sur Challenger qui est annulée à la suite de problèmes techniques graves. La NASA modifie tout le programme de ses vols, et il est désigné à la prochaine mission Discovery (comme ce n'est pas la mission suivante d'une navette, des journalistes français créeront une hasardeuse histoire de méfiance américaine envers Baudry, pour causes de «  possible espionnage soviétique »).
Il fait partie de la mission STS-51-G sur Discovery, dont le lancement a lieu – après plusieurs reports de tir – le 17 juin 1985 au départ de Cap Canaveral au Kennedy Space Center en Floride. Discovery revient sur Terre le 24 juin sur la base d’Edwards en Californie. Patrick Baudry y est spécialiste charge utile. Il devient le second astronaute français à être allé dans l'espace lors du premier vol spatial franco-américain (le premier était Jean-Loup Chrétien sur le vol Soyouz T-6 en 1982). De son aventure, il tire un premier livre avec Benoît Clair intitulé Aujourd'hui, le soleil se lève seize fois, puis Le Rêve et l'Espace écrit en 2002 et publié aux Éditions du Chêne. Son double entraînement, en tant que cosmonaute avec les soviétiques à la Cité des étoiles et en tant qu'astronaute avec les Américains, lui procure une vision originale des deux programmes, rare à l'époque, qu'il décrit dans son récit "En direct de l'espace" en 1986.

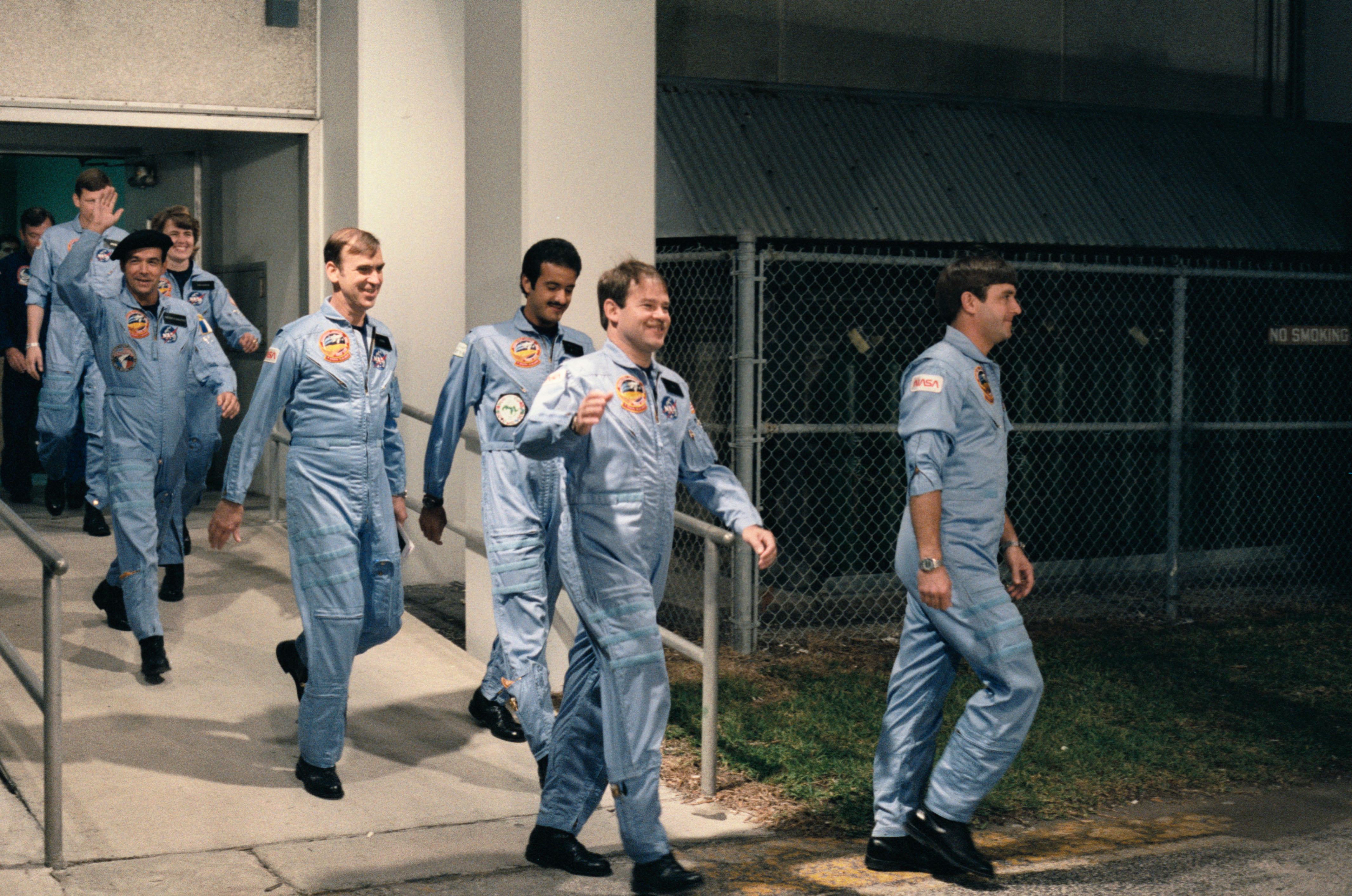
Patrick Baudry porte un béret tandis que l'équipage rejoint la navette.
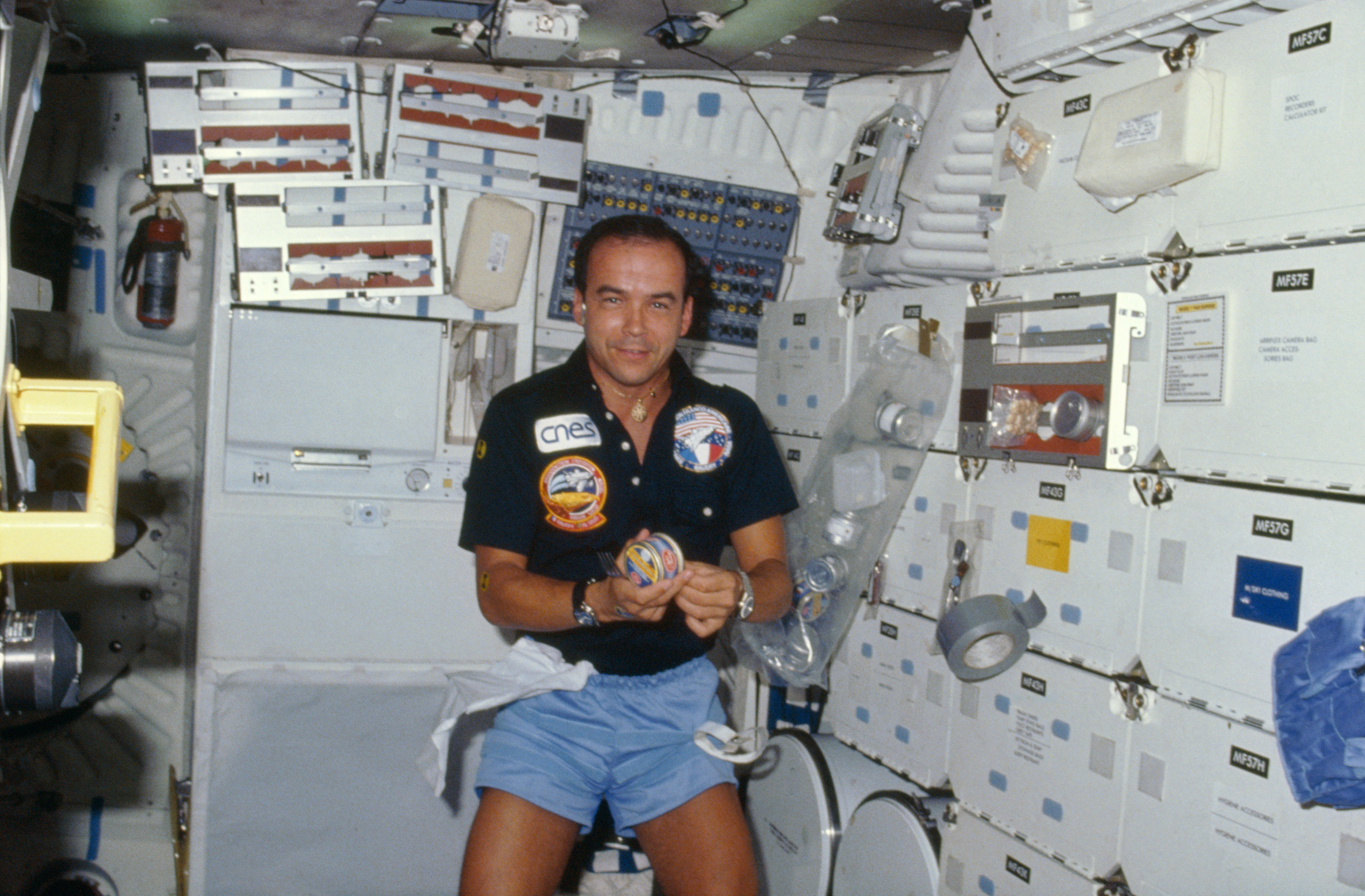
Patrick Baudry lors de la mission STS 51-G qui ouvre une conserve de homard.
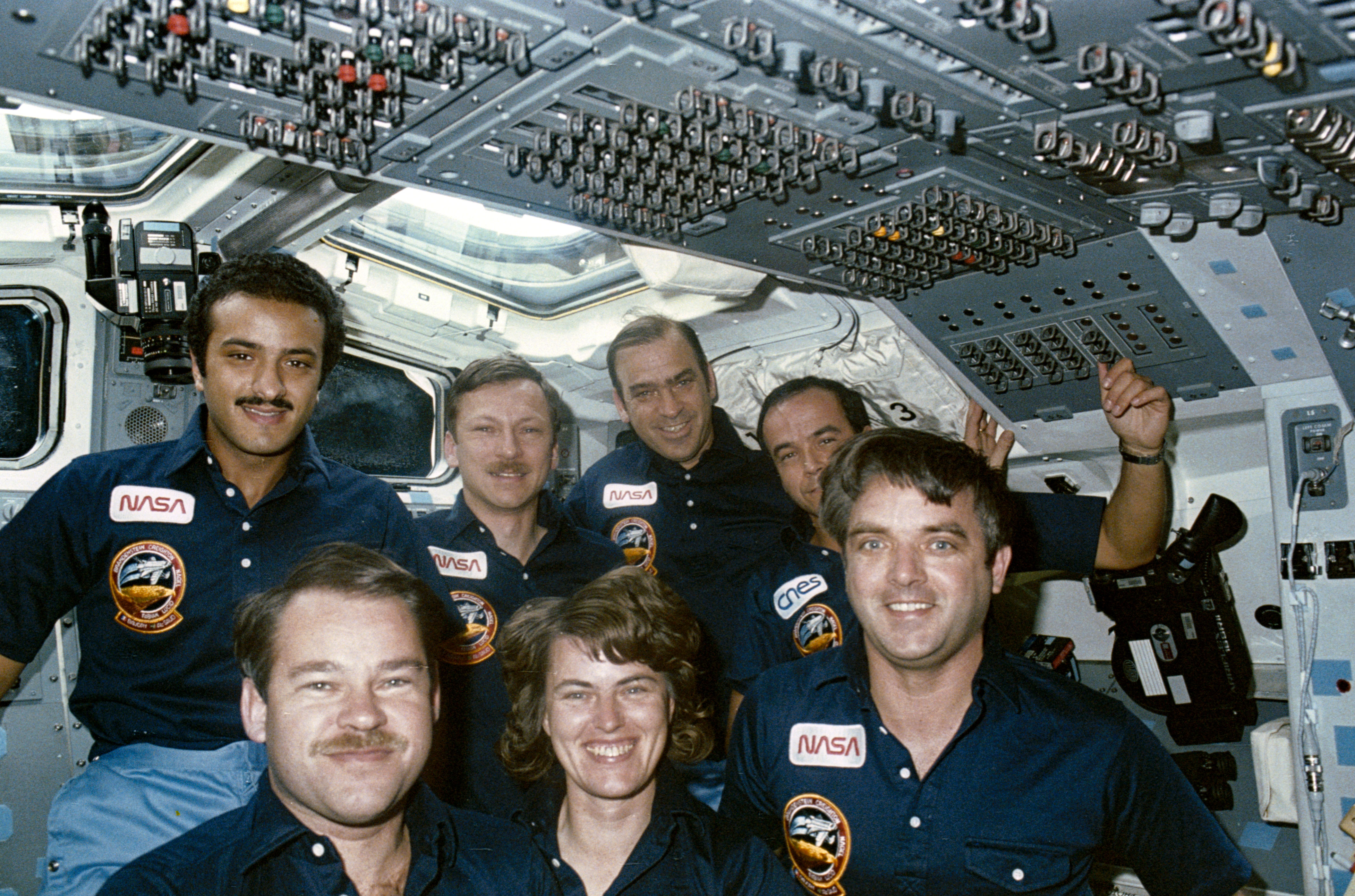
L'équipage STS 51-G dans le cockpit de Discovery.

## Space Camp Patrick Baudry
Le Space Camp Patrick Baudry a été lancé par Patrick Baudry en 1986. Il décide de créer un centre de préparation pédagogique au voyage dans l'espace par l'expérience pour jeunes et moins jeunes. Le centre aurait dû ouvrir ses portes au sein du projet Cap Espace, au Domaine de Pineau à Blagnac près de Toulouse. Pour des raisons diverses, notamment la faiblesse de motivation de ses premiers investisseurs et le manque de volonté politique du maire d'alors, Dominique Baudis, Patrick Baudry choisit de se lier à Christian Pellerin, PDG de SARI-SEERI.
Le Space Camp ouvre le 6 juillet 1989, inauguré par Paul Quilès, ministre de l'Équipement et de l'Espace, sur le Centre spatial de Cannes - Mandelieu, très proche de l'aéroport de Cannes-Mandelieu. Espace Développement, qui en assure la réalisation et l'exploitation, est une filiale d'Espace Formation et SARI, cette dernière société ayant été le financeur principal.
L'équipe d'Espace Formation comprenant Bernard Favre, Jean-Alain Pigearias et Philippe Droneau, sous la direction de Patrick Baudry, conçoit le cahier des charges et a été au cœur de sa réalisation et de ses premières années d'exploitation. Plusieurs directeurs se sont succédé, dont Bernard Alaux, devenu ensuite directeur de Cap Sciences à Bordeaux. Ils reçoivent un soutien très précieux de Jean-Louis Heudier, astronome à l'Observatoire de la Côte d'Azur, pour le volet pédagogique sur l'astronomie, et Guy Lebègue, responsable des Relations extérieures d'Aerospatiale à Cannes, pour le volet spatial.
Entre 1989 et 1993, 10 000 stagiaires passeront par le camp mais la crise de l'immobilier de 1992 aura eu raison du soutien financier de la SARI (liée à la CGE et Guy Dejouany). Le Space Camp, qui s'est appelé par la suite la Cité des Étoiles après la création de l'hôtel Mercure destiné à héberger les participants aux stages du Space Camp, nécessitait un apport de 100 millions de Francs pour être équilibré. Malgré la possibilité d'une reprise par Patrick Baudry, et le soutien accepté de la ville de Cannes et de la région, son actionnaire majoritaire ne souhaite pas lui donner une seconde chance et il ferme en 1993.

## Après le vol spatial

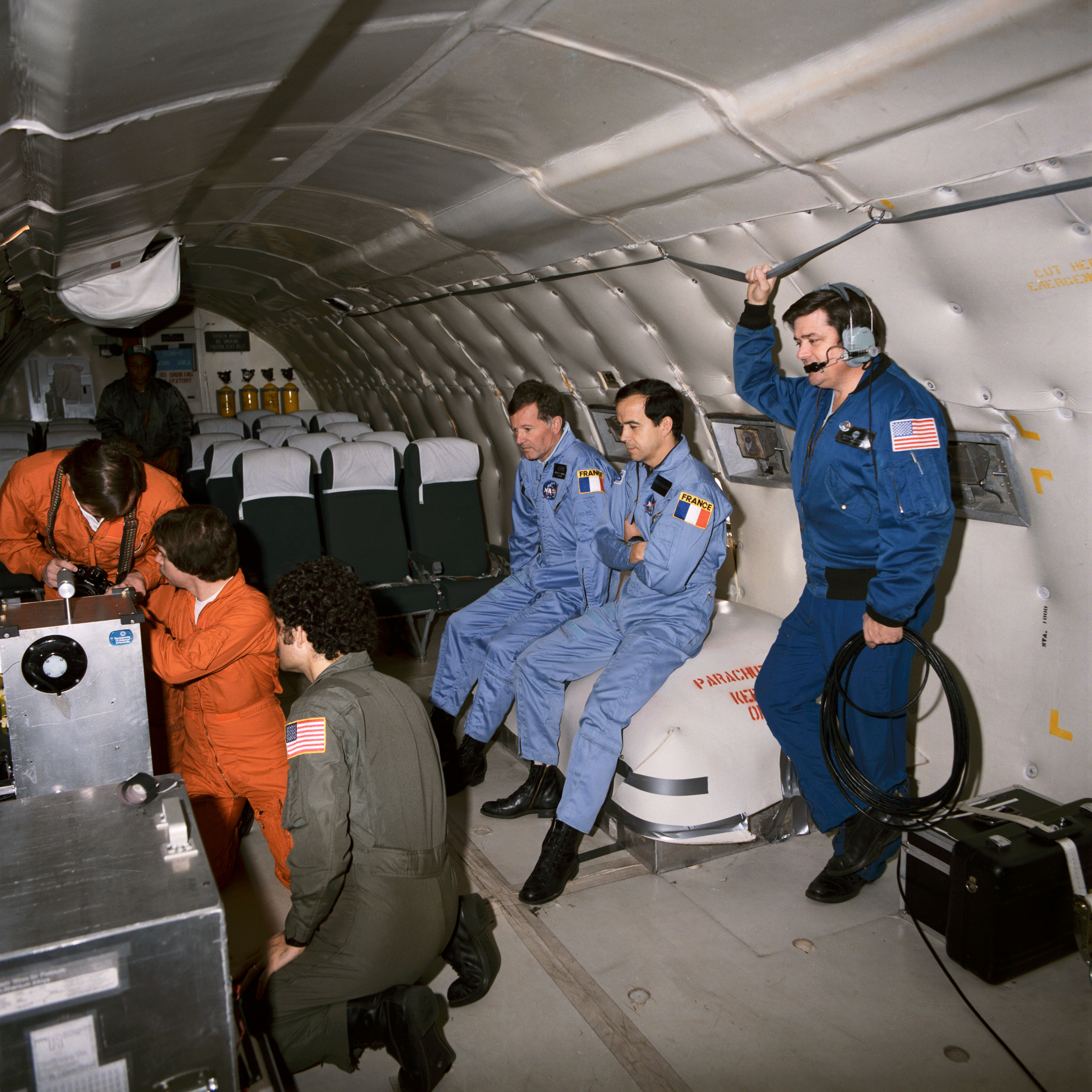
Patrick Baudry et Jean-Loup Chrétien effectuant un vol Zéro-G en 1985.

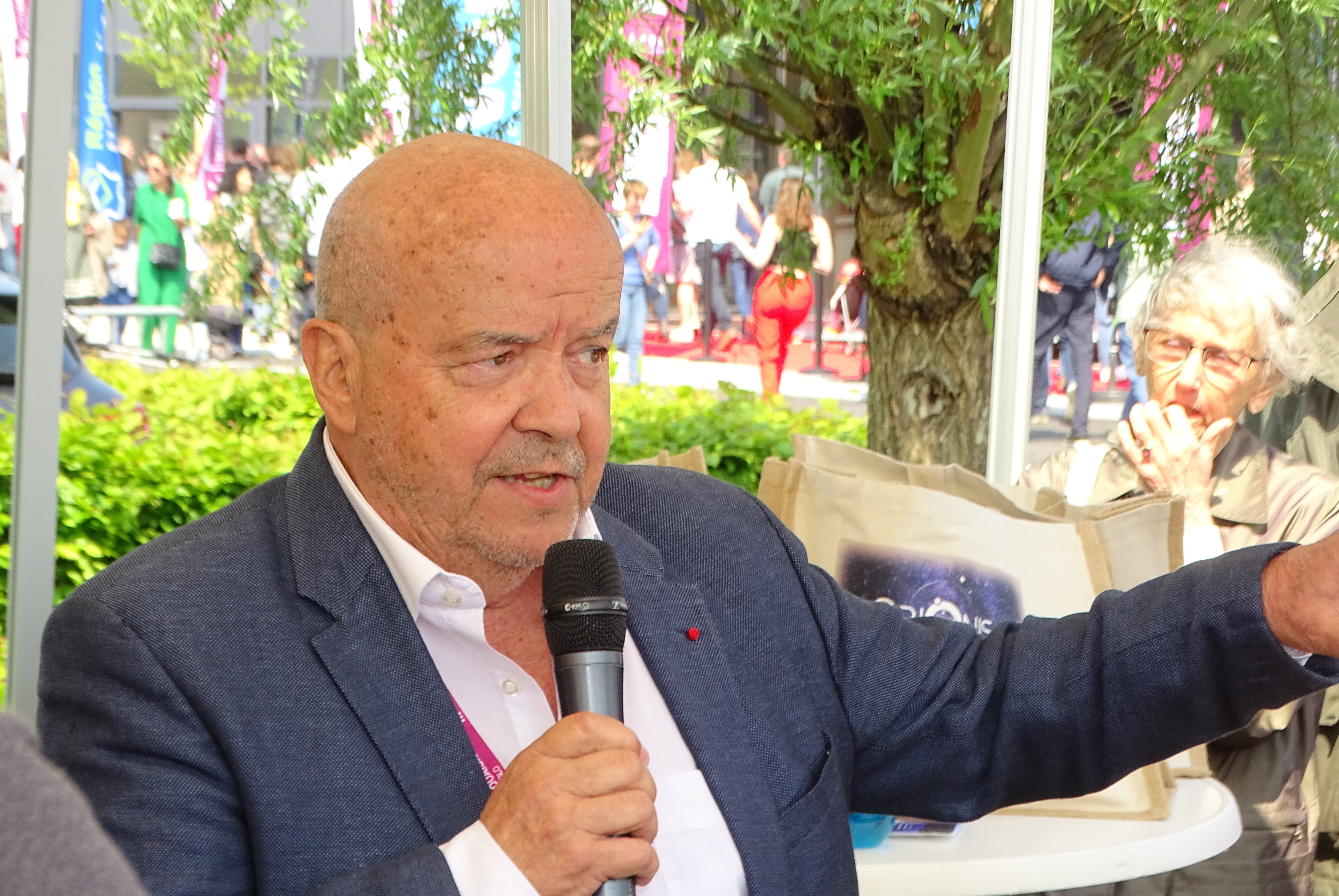
Patrick Baudry lors de l'inauguration du planétarium Orionis à Douai le 13 mai 2023.

En 1986, Patrick Baudry est nommé conseiller pour les vols habités auprès du président d'Aérospatiale. Il participe au programme Hermès en tant que pilote d'essai de l'avion spatial européen, jusqu'à l'arrêt de ce programme.
Il rejoint alors les essais en vol d'Airbus Industrie où il participe au développement des différents modèles, de l'A320 à l'A380, et effectue des présentations en vol lors des grands salons mondiaux : Le Bourget, Farnborough, Moscou, Berlin, Santiago du Chili (es), Acapulco, Jakarta, Dubaï, etc.
Membre fondateur et président de l'Association des astronautes européens, il est également membre du comité exécutif de l'Association des explorateurs de l'espace, membre de l'Académie internationale d'astronautique, membre de l'Académie de l'air et de l'espace.
Il crée, également, en 1990 ACADIS (Académie Internationale Privée d’Enseignement Secondaire et Supérieur), établissement scolaire privé, à Bordeaux pour que les élèves en difficulté ou très doués, puissent disposer, dans des classes à faibles effectifs, d’un enseignement ciblé qui leur convienne.
Cherchant sans cesse à dépasser ses propres limites, il est l’instigateur et un membre très actif d’un certain nombre de projets plus aventureux. Il participe avec Patrick Fourticq et Henri Pescarolo en Lockheed L-18 à la Route de la Vanille, puis, la même année, en 1988, il tente de battre le record de la traversée Sud-Nord de l’Afrique – le Cap-Alger – en automobile en équipage avec René Metge et Nicolas Hulot. En 1990, Il faut compter au nombre de ses exploits, la tentative de battre le record de la traversée de l’Atlantique en bateau à moteur – BLUE RIBBON – tentative organisée par Roger Caille, président de Jet Services, avec Serge Madec comme commandant. En 1998, voulant suivre les traces de Mermoz, il effectue, à bord d’un Catalina des années 1930, un raid sur les traces de l’Aéropostale, suivi par des milliers d’enfants de tous les pays parcourus, avec Patrick Fourticq et Franklin Devaux, et dont les différentes étapes furent diffusées tous les jours au journal de TF1 à 13 Heures, pendant toute la durée de l’opération.
Il a également écrit de nombreux ouvrages traitant de sujets aussi bien techniques, scientifiques, que philosophiques ou encore humanistes. Très impliqué dans de nombreuses actions envers l’éducation des enfants dans le monde, il est membre de l’UVA — Université Virtuelle Africaine — qui diplôme des étudiants qui auraient difficilement accès à des études supérieures, par le biais de vidéos conférences en liaison avec différentes grandes universités dans le monde. II a été nommé, en 1998, ambassadeur de bonne volonté de l’UNESCO, et envoyé spécial pour « La Paix et les Enfants ». Passionné de sports, il en a pratiqué un grand nombre, dont le rugby, le basket, l’athlétisme, la compétition moto, le squash, le tennis, le marathon et la plongée sous-marine, et il est, depuis 2000, Membre du Comité Exécutif de la « Fondation pour la trêve Olympique » émanation du C.I.O.
En 2014, il est le parrain de la patrouille de France avec Jean-Loup Chrétien.

## Publications
- Ouvrage écrit en collaboration avec Benoît Clair, Aujourd’hui le soleil se lève seize fois, Michel Lafon, 1985, 261 p.
- Spatiale première, Éditions Plon, 1982 avec Jean-Loup Chrétien, propos recueillis par B.Chabbert
- Le rêve spatial inachevé, Tallandier, coll. « Raconter L'histoire », mars 2001, 244 p. (ISBN 2-235-02301-0)
- Le rêve et l'espace, Paris, Editions du Chêne, octobre 2002, 184 p. (ISBN 2-84277-354-3)
- Conquête spatiale : la déroute, Neuilly-sur-Seine, Michel Lafon, coll. « Document », juin 2003, 236 p. (ISBN 2-84098-965-4)
- Trois Hommes Dans l'Espace, Elytis Eds, septembre 2007 (ISBN 978-2-914659-82-6 et 2-914659-82-2)
- Carnet d'un voyage spatial, Elytis Eds, novembre 2007 (ISBN 978-2-914659-93-2 et 2-914659-93-8)
- La conquête spatiale en question(s), Elytis, coll. « Quoi de neuf ? », mars 2012, 59 p. (ISBN 978-2-35639-091-2 et 2-35639-091-X)
- (( Laïka, Ed. Hachette jeunesse, nov 2018

## Conférencier et ambassadeur de l'Unesco
Patrick Baudry est aujourd’hui écrivain, conférencier, consultant en activités aéronautiques et spatiales. Ses activités aujourd’hui sont réparties entre les conférences qu’il donne pour des entreprises ou des particuliers, des missions de conseil ou d’expertise, en France et à l’étranger. Quelques projets de plus belle envergure et des missions pour l’UNESCO finissent de remplir son agenda[évasif].

## Distinctions
- Officier de la Légion d'honneur (11 avril 1985)
- Chevalier de l'ordre national du Mérite (14 mai 1982)
- Médaille de l'Aéronautique (30 juin 1984)
- membre de l'Ordre de l'Amitié des peuples  Union soviétique
- membre de l'Ordre de Gagarine (ru)  Union soviétique
- récipiendaire de la NASA Space Flight Medal  États-Unis
- Officier de l'Ordre du Mono  Togo
- Médaille Abdul Aziz  Arabie saoudite

- En 1998, l'équipage du Catalina (Périple de Mermoz et du courrier du Sud), composé de Patrick Baudry, Franklin Devaux, et Patrick Fourticq, s'est vu décerner le Prix André de Saint-Sauveur de l'Académie des sports pour son exploit commémoratif.

Source partielle.

## Dans la culture populaire

### Cinéma
- Il joue son propre rôle dans le film Un ticket pour l'espace dans lequel il critique une explication scientifique qui ne tient pas debout.